# Quesnel (Brits-Columbia)
Quesnel is een kleine stad in het district Cariboo van de Canadese provincie Brits-Columbia. De plaats ligt halfweg tussen de steden Prince George en Williams Lake op de British Columbia Highway 97, op de weg naar het noorden van Brits-Columbia en het territorium Yukon. Quesnel ligt aan de monding van de gelijknamige rivier in de Fraser.
In 2011 telde Quesnel 10.007 inwoners binnen de stadsgrenzen, een toename van 7,3% ten opzichte van 2006. De bevolking van de gehele agglomeratie bedroeg iets meer dan 22.000. In 2021 telde de stad 9889 inwoners.
In Quesnel staat, zo wordt beweerd, 's werelds grootste goudpan. Die eer wordt evenwel ook opgeëist door de inwoners van Nome (Alaska).
Zestien kilometer ten noorden van de stad ligt het Ten Mile Lake Provincial Park.

## Stedenbanden
- Val-d'Or, Quebec, Canada
- Shiraoi, Japan